# 바이젠더
바이젠더(Bigender)는 성 정체성의 한 종류로서 두 가지의 독립된 젠더를 각각 개별적으로 가지고 있는 것을 말한다. 대체로 바이젠더인 이들은 남성으로서의 성별의식(성 정체성)과 여성으로서의 성별의식(성 정체성)이 각각 뚜렷하게 구분되어 있는데, 상황에 따라 의식적으로 또는 무의식적으로 성별의식이 남자에서 여자로, 여자에서 남자로 전환되며, 남자와 여자 사이를 오간다. 논바이너리 젠더 두 가지가 결합된 경우나 바이너리 젠더와 논바이너리 젠더가 결합된 경우도 바이젠더에 속한다.

## 다른 정체성과의 구분
젠더플루이드
바이젠더는 bi- 라는 접두사의 의미처럼 각각 분리된 2가지의 젠더만을 가지고 있다. 하지만 젠더플루이드는 본인이 자각하는 젠더의 개수가 2가지보다 많을 수도 있고, 이 또한 유동적으로 변화할 수 있다는 점에서 다르다.